# Delirious?
Delirious? – brytyjski zespół rockowy, pochodzący z miasta Littlehampton w hrabstwie West Sussex w południowej Anglii.

## Historia
Ich kariera muzyczna zaczęła się w 1992 roku podczas pierwszych spotkań młodzieży "Cutting Edge" odbywających się w Littlehampton. Wystąpili tam jako grupa uwielbienia z lokalnego kościoła pod nazwą "The Cutting Edge Band". Ich muzyka została dobrze przyjęta w chrześcijańskich kręgach i z czasem zyskał popularność w innych krajach, między innymi dzięki pierwszym przebojom zespołu "I Could Sing Of Your Love Forever" czy "The Happy Song". W kwietniu 1996 grupa przybrała nazwę "Delirious".
Niedługo potem w wypadku samochodowym, ciężko ranni zostali solista zespołu Martin Smith oraz basista Jon Thatcher. Po długiej rehabilitacji zdecydowali, założą własną wytwórnię płytową "Furious? Records" a także wydawnictwo "Curious?"
Wydali kilka złotych i platynowych płyt, otrzymali nagrodę Dove Awards, a także nominację do nagrody Grammy.
Grali między innymi razem z takimi zespołami i wokalistami jak: Bryan Adams, Bon Jovi czy U2. Uczestniczyli również w koncercie zamknięcia Światowych Dni Młodzieży w 2005 roku w Kolonii a także podczas Olimpiady w Atenach w 14 sierpnia 2004 roku.
Pierwszy i jedyny w Polsce koncert zespołu Delirious? odbył się w katowickim Spodku 17 grudnia 2008 roku.
Pod koniec 2009 roku, po serii pożegnalnych koncertów, zespół zawiesił działalność na czas nieokreślony.

## Skład
- Martin Smith - (wokal, gitara, główny autor tekstów)
- Stuart Garrard (Stu G) – (gitara, gitara elektryczna)
- Timothy Jupp - (keyboard, pianino)
- Paul Evans - (perkusja) (w 2008 zastąpił Stewarta Smitha)
- Jonathan Thatcher - (gitara basowa)

## Dyskografia

### Albumy
- 2008 - Kingdom of Comfort
- 2005 - The Mission Bell
- 2003 - World Service
- 2001 - Audio Lessonover? (w USA wydany w 2002 roku pod nazwą "Touch")
- 2000 - Glo
- 1999 - Mezzamorphis
- 1997 - King Of Fools
- 1995 - Cutting Edge 3 And 4
- 1994 - Cutting Edge 1 And 2

### Składanki
- 2010 - Farewell Show (na żywo)
- 2009 - History Makers - Greatest Hits
- 2009 - My Soul Sings - Live From Bogota Colombia (na żywo)
- 2006 - Now Is The Time - Live At Willow Creek Chicago (na żywo)
- 2002 - Libertad (wersja hiszpańska)
- 2003 - Access:d (na żywo)
- 2001 - Deeper (The Best Of)
- 1998 - d:Tour 1997 Live At Southampton (na żywo)
- 1996 - Live & In the Can (na żywo)

### DVD
- 2009 - My Soul Sings - Live From Bogota Colombia
- 2006 - Now Is The Time - Live At Willow Creek Chicago
- 2004 - Unified: Praise (koncert na żywo wraz z Hillsong United)
- 2003 - Archive:d